# Сафонівське уранове родовище
Сафонівське уранове родовище — родовище уранових руд в Україні. Локалізація: Казанківський район Миколаївської області за 120 км від м. Жовті води. Епігенетично-інфільтраційне.
Основні характеристики:
- тип родовища: піщано-вуглисто-глинисті відклади бучакського і харківського ярусів середнього-верхнього палеогену.
- геологія: морфологія рудних покладів переважно стрічкоподібна, місцями ізометрична. Розподіл руд в розрізі родовища одноярусний, частіще має вигляд рудонасиченних зон, або з лінзоподібною морфологією. Середня потужність продуктивного горизонту становить 13,0 м, а середня сумарна потужність рудних тіл 7,2 м. Інтервал глибини залягання руд становить 50-70 м.
- основні мінерали: сорбований уран в вуглисто-глинистих мінералах, уранові черні.
- запаси урану: С1 — 2584 т; С2 — 413 т.
- вміст урану в рудах: 0,018 % .

## Інші уранові родовища України
| - Ватутінське уранове родовище - Центральне уранове родовище - Мічурінське уранове родовище - Садове уранове родовище - Братське уранове родовище - Новокостянтинівське уранове родовище - Христофорівське уранове родовище - Девладівське уранове родовище - Берецьке уранове родовище | - Новогурівське уранове родовище - Хутірське уранове родовище - Сурське уранове родовище - Северинівське уранове родовище - Компаніївське уранове родовище - Докучаївське уранове родовище - Південне уранове родовище - Калинівське уранове родовище | - Лозоватське уранове родовище - Жовторіченське уранове родовище - Первомайське уранове родовище - Миколо-Козельське уранове родовище - Червоношахтарський урановий рудопрояв - Адамівське уранове родовище - Краснооскольське уранове родовище |